# Polinomio mónico
| Ejemplo De un polinomio cualquiera, como {\displaystyle 2x^{5}-4x^{3}+6x^{2}-1=0} se obtiene su polinomio mónico dividiendo sus coeficientes por el coeficiente del máximo exponente (en este caso, el 2 que acompaña a {\displaystyle x^{5}}){\displaystyle x^{5}-2x^{3}+3x^{2}-{\frac {1}{2}}=0.} |

En álgebra, un polinomio mónico es un polinomio de variable única (es decir, un polinomio de una sola variable) en el que el coeficiente principal (el coeficiente distinto de cero del grado más alto) es igual a 1. Por lo tanto, un polinomio mónico tiene la forma
{\displaystyle x^{n}+c_{n-1}x^{n-1}+\cdots +c_{2}x^{2}+c_{1}x+c_{0}}
También se denominan polinomios unitarios o polinomios normados.

## Polinomios de una variable
Si un polinomio tiene solo una variable, entonces los términos generalmente se escriben del grado más alto al grado más bajo ("potencias descendentes") o del grado más bajo al grado más alto ("potencias ascendentes"). Un polinomio de una variable en x de grado n toma la forma general que se muestra arriba, donde
cn ≠ 0, cn−1, ..., c2, c1 y c0
son constantes, denominadas coeficientes del polinomio.
Aquí el término cnxn se llama el término principal, y su coeficiente cn es el coeficiente principal; si el coeficiente principal es 1, el polinomio de una variable se llama mónico.

### Ejemplos
- Polinomios cuadráticos complejos

### Propiedades
Los polinomios mónicos presentan las propiedades siguientes:

#### Multiplicativamente cerrado
El conjunto de todos los polinomios mónicos (sobre un anillo A dado y para una variable dada x) se cierra bajo la multiplicación, ya que el producto de los términos principales de dos polinomios mónicos es el término principal de su producto. Por lo tanto, los polinomios mónicos forman un semigrupo multiplicativo del anillo de polinomios A [x]. En realidad, dado que la función constante 1 es mónica, este semigrupo es incluso un monoide.

#### Parcialmente ordenado
La restricción de la relación de divisibilidad con el conjunto de todos los polinomios mónicos (sobre el anillo dado) es un conjunto parcialmente ordenado, y por lo tanto hace que este conjunto sea también parcialmente ordenado. La razón es que si p (x) divide  q  (x) y  q  (x) divide p ( x) para dos polinomios monicos py q , entonces py q  deben ser iguales. La propiedad correspondiente no es verdadera para los polinomios en general, si el anillo contiene elementos unidad distintos de 1.

#### Soluciones de ecuaciones polinómicas
En otros aspectos, las propiedades de los polinomios mónicos y de sus correspondientes ecuaciones algebraicas mónicas correspondientes dependen de manera crucial del anillo de coeficientes A. Si A es un campo, entonces cada polinomio distinto de cero p tiene exactamente un polinomio mónico asociado q; en realidad, q es p dividido con su coeficiente principal. De esta manera, cualquier ecuación polinómica no trivial p(x) = 0 puede ser reemplazada por una ecuación mónica equivalente q(x) = 0. Por ejemplo, la ecuación real general de segundo grado
{\displaystyle \ ax^{2}+bx+c=0} (donde {\displaystyle a\neq 0})
puede ser reemplazada por
{\displaystyle \ x^{2}+px+q=0},
poniendo p = b/a y q = c/a. Así, la ecuación
{\displaystyle 2x^{2}+3x+1=0}
es equivalente a la ecuación mónica
{\displaystyle x^{2}+{\frac {3}{2}}x+{\frac {1}{2}}=0.}
La fórmula general de la solución cuadrática es entonces la forma ligeramente más simplificada de:
{\displaystyle x={\frac {1}{2}}\left(-p\pm {\sqrt {p^{2}-4q}}\right).}

##### Integralidad
Por otro lado, si los coeficientes no pertenecen a un cuerpo, existen diferencias más esenciales. Por ejemplo, una ecuación polinómica mónica con coeficientes enteros no puede tener otras soluciones racionales que soluciones enteras. Así, la ecuación
{\displaystyle \ 2x^{2}+3x+1=0}
posiblemente podría tener alguna raíz racional, que no es un número entero (e incidentalmente tiene "entre otras cosas" la raíz −1/2); mientras que las ecuaciones
{\displaystyle \ x^{2}+5x+6=0}
y
{\displaystyle \ x^{2}+7x+8=0}
solo pueden tener soluciones enteras o soluciones irracionales.
Las raíces del polinomio mónico con coeficientes enteros se llaman enteros algebraicos.
Las soluciones a las ecuaciones polinómicas mónicas sobre un dominio de integridad son importantes en la teoría de extensiones integrales y de dominios integralmente cerrados, y por lo tanto, también para la teoría de números algebraicos. En general, supóngase que A es un dominio integral, y también un subanillo del dominio integral B. Considérese el subconjunto C de B, que consiste en esos elementos B, que satisfacen ecuaciones polinómicas mónicas sobre A:
{\displaystyle C:=\{b\in B:\exists \,p(x)\in A[x]\,,{\hbox{ que es mónico y tal que }}p(b)=0\}\,.}
El conjunto C contiene A, ya que cualquier A ∈ C satisface la ecuación x - A = 0. Además, es posible demostrar que C está cerrado por adición y multiplicación. Por lo tanto, C es un subanillo de B. El anillo C se llama cierre integral de A en B; o simplemente el cierre integral de A, si B es el cuerpo de fracciones de A; y se dice que los elementos de C son íntegros sobre A. Si aquí {\displaystyle A=\mathbb {Z} } (el anillo de los números enteros) y {\displaystyle B=\mathbb {C} } (el campo de los números complejos), entonces C es el anillo de números enteros algebraicos.

#### Irreducibilidad
Si p es un número primo, el número de polinomios irreducibles mónicos de grado n sobre un cuerpo finito {\displaystyle GF(p)} con elementos p es igual al valor de la función collar de N_p(n).[cita requerida]
Si se elimina la restricción de ser mónico, este número se convierte en (p-1)N_p(n).
El número total de raíces de estos polinomios irreducibles mónicos es nN_p(n). Este es el número de elementos del campo GF(p^n) (con elementos p^n) que no pertenecen a ningún campo más pequeño.
Para p = 2, tales polinomios se usan comúnmente para generar secuencias binarias pseudoaleatorias.

## Polinomios multivariable
Normalmente, el término mónico no se emplea para polinomios de varias variables. Sin embargo, un polinomio en varias variables puede considerarse como un polinomio solo en "la última" variable, pero con coeficientes que son polinomios en las otras.
Esto se puede hacer de varias maneras, dependiendo de cuál de las variables se elija como "la última". Por ejemplo, el polinomio real
{\displaystyle \ p(x,y)=2xy^{2}+x^{2}-y^{2}+3x+5y-8}
es mónico, considerado como un elemento en R [y] [x], es decir, como un polinomio univariable en x, con coeficientes que son ellos mismos polinomios univariable en y:
{\displaystyle p(x,y)=1\cdot x^{2}+(2y^{2}+3)\cdot x+(-y^{2}+5y-8)};
pero p(x, y) no es mónico como elemento en R [x] [y], por lo que el coeficiente del término de grado más alto (es decir, el coeficiente de y2) esen realidad 2x − 1.
Existe una convención alternativa, que puede ser útil, por ejemplo en contextos de bases de Gröbner: un polinomio se llama mónico, si su coeficiente principal (como polinomio multivariable) es 1. En otras palabras, supóngase que p = p(x1, ..., xn) es un polinomio distinto de cero en n variables, y que hay un orden monomial dado en el conjunto de todos los monomios ("mónicos") en estas variables, es decir, un orden total del monoide conmutativo libre generado por x1, ..., xn, con la unidad como elemento más bajo y respetando la multiplicación. En ese caso, este orden define un término no desapareciente más alto en p, y p puede llamarse mónico, si ese término tiene el coeficiente uno.
Los "polinomios mónicos multivariable" de acuerdo con cualquiera de las definiciones comparten algunas propiedades con los polinomios mónicos "ordinarios" (univariable). Notablemente, el producto de polinomios mónicos nuevamente es mónico.